# Monticola sharpei
Roqueiro-malgaxe ou melro-das-rochas-de-madagáscar (Monticola sharpei) é uma espécie de ave da família Muscicapidae.
É endémica de Madagáscar.
Os seus habitats naturais são: florestas subtropicais ou tropicais húmidas de baixa altitude e regiões subtropicais ou tropicais húmidas de alta altitude.